# Лагард (Верхние Пиренеи)
Лага́рд (фр. Lagarde, окс. La Garda) — коммуна во Франции, находится в регионе Юг — Пиренеи. Департамент — Верхние Пиренеи. Входит в состав кантона Бордер-сюр-л’Эшес. Округ коммуны — Тарб.
Код INSEE коммуны — 65244.

## География

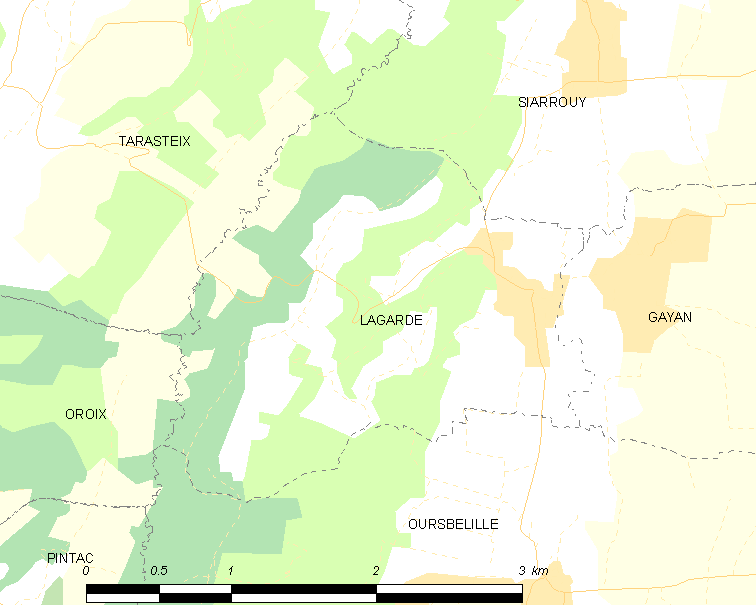
Карта коммуны

Коммуна расположена приблизительно в 650 км к югу от Парижа, в 120 км западнее Тулузы, в 10 км к северу от Тарба.
На востоке коммуны протекает река Эшес.

## Климат
Климат умеренно-океанический с солнечной тёплой погодой и обильными осадками на протяжении практически всего года.

## Население
Население коммуны на 2010 год составляло 495 человек.
| 1962 | 1968 | 1975 | 1982 | 1990 | 1999 | 2010 |
| ---- | ---- | ---- | ---- | ---- | ---- | ---- |
| 137  | 147  | 254  | 358  | 445  | 457  | 495  |

## Администрация
| Период | Период | Фамилия                | Партия                              | Примечания |
| ------ | ------ | ---------------------- | ----------------------------------- | ---------- |
| 1977   | 2001   | Жозеф Дантен           | Французская коммунистическая партия |            |
| 2001   | 2006   | Жизель Варлоп-Болопьон |                                     |            |
| 2006   | 2020   | Даниэль Каркайон       | Французская коммунистическая партия |            |

## Экономика
В 2010 году среди 333 человек трудоспособного возраста (15-64 лет) 248 были экономически активными, 85 — неактивными (показатель активности — 74,5 %, в 1999 году было 71,6 %). Из 248 активных жителей работали 227 человек (121 мужчина и 106 женщин), безработных было 21 (12 мужчин и 9 женщин). Среди 85 неактивных 33 человека были учениками или студентами, 34 — пенсионерами, 18 были неактивными по другим причинам.